# Campeonato Europeo de Natación de 1993
El XXI Campeonato Europeo de Natación se celebró en Sheffield (Reino Unido) entre el 29 de julio y el 8 de agosto de 1993 bajo la organización de la Liga Europea de Natación (LEN) y la Federación Británica de Natación.
Las competiciones de natación, natación sincronizada, saltos y waterpolo se realizaron en las piscinas del Centro Deportivo Internacional Ponds Forge de la ciudad inglesa.

## Resultados de natación

### Masculino
| Evento                   | Oro                                                                                      | Plata                                                                                     | Bronce                                                                                  |
| ------------------------ | ---------------------------------------------------------------------------------------- | ----------------------------------------------------------------------------------------- | --------------------------------------------------------------------------------------- |
| 50 m libre               | Alexandr Popov · Rusia · 22,27                                                           | Christophe Kalfayan Francia 22,39                                                         | Raimundas Mažuolis · Lituania · 22,44                                                   |
| 100 m libre              | Alexandr Popov · Rusia · 49,15                                                           | Tommy Werner · Suecia · 49,71                                                             | Pavel Jnykin · Ucrania · 41,76                                                          |
| 200 m libre              | Antti Kasvio · Finlandia · 1:47,11                                                       | Evgeni Sadovi · Rusia · 1:47,25                                                           | Anders Holmertz · Suecia · 1:47,69                                                      |
| 400 m libre              | Antti Kasvio · Finlandia · 3:47,81                                                       | Paul Palmer Reino Unido 3:48,14                                                           | Anders Holmertz · Suecia · 3:48,98                                                      |
| 1500 m libre             | Jörg Hoffmann · Alemania · 15:13,31                                                      | Sebastian Wiese · Alemania · 15:14,76                                                     | Igor Majcen Eslovenia 15:15,05                                                          |
| 100 m espalda            | Martín López Zubero · España · 55,03                                                     | Vladimir Selkov · Rusia · 55,58                                                           | Martin Harris Reino Unido 55,75                                                         |
| 200 m espalda            | Vladimir Selkov · Rusia · 1:58,09                                                        | Martín López Zubero · España · 1:58,51                                                    | Emanuele Merisi · Italia · 1:59,57                                                      |
| 100 m braza              | Károly Güttler · Hungría · 1:01,04                                                       | Nick Gillingham Reino Unido 1:02,02                                                       | Vitali Kirichuk · Rusia · 1:02,48                                                       |
| 200 m braza              | Nick Gillingham Reino Unido 2:12,49                                                      | Károly Güttler · Hungría · 2:13,26                                                        | Andréi Korneyev · Rusia · 2:14,20                                                       |
| 100 m mariposa           | Rafał Szukała · Polonia · 53,41                                                          | Denis Pankratov · Rusia · 53,43                                                           | Miloš Milošević · Croacia · 53,65                                                       |
| 200 m mariposa           | Denis Pankratov · Rusia · 1:56,25                                                        | Franck Esposito Francia 1:58,66                                                           | Chris-Carol Bremer · Alemania · 2:00,33                                                 |
| 200 m cuatro estilos     | Jani Sievinen · Finlandia · 1:59,50                                                      | Attila Czene · Hungría · 2:00,70                                                          | Christian Keller · Alemania · 2:01,18                                                   |
| 400 m cuatro estilos     | Tamás Darnyi · Hungría · 4:15,24                                                         | Jani Sievinen · Finlandia · 4:15,51                                                       | Marcel Wouda · Países Bajos · 4:17,90                                                   |
| 4 X 100 m libre          | Rusia · Vladimir Predkin · Vladimir Pyshnenko · Evgeni Sadovi · Alexandr Popov · 3:18,80 | Suecia · Frederik Letzler · Tommy Werner · Lars Frölander · Anders Holmertz · 3:19,33     | Alemania · Christian Tröger · Jochen Bludau · Steffen Zesner · Bengt Zikarsky · 3:20,13 |
| 4 X 200 m libre          | Rusia · Dmitri Lepikov · Vladimir Pyshnenko · Yuri Mujin · Evgeni Sadovi · 7:15,84       | Alemania · Jörg Hoffmann · Christian Tröger · Christian Keller · Steffen Zesner · 7:18,53 | Francia Christophe Marchand Yann de Fabrique Lionel Poirot Christophe Bordeau 7:19,86   |
| 4 X 100 m cuatro estilos | Rusia · Vladimir Selkov · Vitali Kirinchuk · Denis Pankratov · Alexandr Popov · 3:38,90  | Hungría · Tamás Deutsch · Károly Güttler · Péter Horváth · Béla Szabados · 3:40,97        | Reino Unido Martin Harris Nick Gillingham Mike Fibbens Mark Foster 3:41,66              |

### Femenino
| Evento                   | Oro                                                                                               | Plata                                                                                           | Bronce                                                                                               |
| ------------------------ | ------------------------------------------------------------------------------------------------- | ----------------------------------------------------------------------------------------------- | --- |
| 50 m libre               | Franziska van Almsick · Alemania · 25,53                                                          | Linda Olofsson · Suecia · 25,67                                                                 | Inge de Bruijn · Países Bajos · 25,86                                                                |
| 100 m libre              | Franziska van Almsick · Alemania · 54,57                                                          | Martina Moravcová · Eslovaquia · 55,97                                                          | Catherine Plewinski Francia 56,09                                                                    |
| 200 m libre              | Franziska van Almsick · Alemania · 1:57,97                                                        | Luminita Dobrescu · Rumania · 2:00,39                                                           | Karen Pickering Reino Unido 2:01,15                                                                  |
| 400 m libre              | Dagmar Hase · Alemania · 4:10,47                                                                  | Kerstin Kielgaß · Alemania · 4:12,18                                                            | Irene Dalby · Noruega · 4:12,51                                                                      |
| 800 m libre              | Jana Henke · Alemania · 8:32,47                                                                   | Irene Dalby · Noruega · 8:33,77                                                                 | Olga Šplíchalová · República Checa · 8:36,59                                                         |
| 100 m espalda            | Krisztina Egerszegi · Hungría · 1:00,83                                                           | Nina Zhivanevskaya · Rusia · 1:01,16                                                            | Sandra Völker · Alemania · 1:01,89                                                                   |
| 200 m espalda            | Krisztina Egerszegi · Hungría · 2:09,12                                                           | Lorenza Vigarani · Italia · 2:11,94                                                             | Nina Zhivanevskaya · Rusia · 2:1214                                                                  |
| 100 m braza              | Sylvia Gerasch · Alemania · 1:10,05                                                               | Svitlana Bondarenko · Ucrania · 1:10,29                                                         | Yelena Rudkovskaya Bielorrusia 1:10,52                                                               |
| 200 m braza              | Brigitte Becue · Bélgica · 2:31,18                                                                | Anna Nikitina · Rusia · 2:32,15                                                                 | Marie Hardiman Reino Unido 2:32,48                                                                   |
| 100 m mariposa           | Catherine Plewinski Francia 1:00,13                                                               | Franziska van Almsick · Alemania · 1:00,94                                                      | Bettina Ustrowski · Alemania · 1:01,06                                                               |
| 200 m mariposa           | Krisztina Egerszegi · Hungría · 2:10,71                                                           | Katrin Jäke · Alemania · 2:13,07                                                                | Bárbara Franco Solana · España · 2:13,39                                                             |
| 200 m cuatro estilos     | Daniela Hunger · Alemania · 2:15,33                                                               | Darya Shmeleva · Rusia · 2:16,90                                                                | Silvia Parera Carrau · España · 2:17,06                                                              |
| 400 m cuatro estilos     | Krisztina Egerszegi · Hungría · 4:39,55                                                           | Darya Shmeleva · Rusia · 4:44,91                                                                | Hana Černá · República Checa · 4:46,37                                                               |
| 4 X 100 m libre          | Alemania · Franziska van Almsick · Manuela Stellmach · Kerstin Kielgaß · Daniela Hunger · 3:41,69 | Suecia · Ellenor Svensson · Linda Olofsson · Louise Jöhncke · Malin Nilsson · 3:45,33           | Rusia · Svetlana Lesiukova · Natalia Meshcheriakova · Olga Kirichenko · Nina Zhivanevskaya · 3:45,37 |
| 4 X 200 m libre          | Alemania · Kerstin Kielgaß · Simone Osygus · Franziska van Almsick · Dagmar Hase · 8:03,12        | Suecia · Louise Jöhncke · Magdalena Schultz · Therese Lundin · Malin Nilsson · 8:08,82          | Reino Unido Sarah Hardcastle Debbie Armitage Claire Huddart Karen Pickering 8:11,11                  |
| 4 X 100 m cuatro estilos | Alemania · Sandra Völker · Sylvia Gerasch · Bettina Ustrowski · Franziska van Almsick · 4:06,91   | Rusia · Nina Zhivanevskaya · Anna Nikitina · Olga Kirichenko · Natalia Meshcheriakova · 4:10,09 | Reino Unido Kathy Osher Jaime King Nicola Goodwin Karen Pickering 4:12,18                            |

### Medallero
| Núm. | País            | Oro | Plata | Bronce | Total |
| ---- | --------------- | --- | ----- | ------ | ----- |
| 1    | Alemania        | 11  | 5     | 5      | 21    |
| 2    | Rusia           | 7   | 8     | 4      | 19    |
| 3    | Hungría         | 6   | 3     | 0      | 9     |
| 4    | Finlandia       | 3   | 1     | 0      | 4     |
| 5    | Reino Unido     | 1   | 2     | 6      | 9     |
| 6    | Francia         | 1   | 2     | 2      | 5     |
| 7    | España          | 1   | 1     | 2      | 4     |
| 8    | Bélgica         | 1   | 0     | 0      | 1     |
| 8    | Polonia         | 1   | 0     | 0      | 1     |
| 10   | Suecia          | 0   | 5     | 2      | 7     |
| 11   | Italia          | 0   | 1     | 1      | 2     |
| 11   | Noruega         | 0   | 1     | 1      | 2     |
| 11   | Ucrania         | 0   | 1     | 1      | 2     |
| 14   | Eslovaquia      | 0   | 1     | 0      | 1     |
| 14   | Rumania         | 0   | 1     | 0      | 1     |
| 16   | Países Bajos    | 0   | 0     | 2      | 2     |
| 16   | República Checa | 0   | 0     | 2      | 2     |
| 18   | Bielorrusia     | 0   | 0     | 1      | 1     |
| 18   | Croacia         | 0   | 0     | 1      | 1     |
| 18   | Eslovenia       | 0   | 0     | 1      | 1     |
| 18   | Lituania        | 0   | 0     | 1      | 1     |
|      | TOTAL           | 32  | 32    | 32     | 96    |

## Resultados de saltos

### Masculino
| Evento          | Oro                                   | Plata                                   | Bronce                                 |
| --------------- | ------------------------------------- | --------------------------------------- | -------------------------------------- |
| Trampolín 1 m   | Peter Böhler · Alemania · 361,74 pts. | Joakim Andersson · Suecia · 347,70 pts. | Boris Lietzow · Alemania · 342,24 pts. |
| Trampolín 3 m   | Jan Hempel · Alemania · 637,77        | Dmitri Sautin · Rusia · 619,59          | Joakim Andersson · Suecia · 589,74     |
| Plataforma 10 m | Dmitri Sautin · Rusia · 617,73        | Bobby Morgan Reino Unido 617,70         | Jan Hempel · Alemania · 607,62         |

### Femenino
| Evento          | Oro                                  | Plata                              | Bronce                           |
| --------------- | ------------------------------------ | ---------------------------------- | -------------------------------- |
| Trampolín 1 m   | Simona Koch · Alemania · 278,94 pts. | Irina Lashko · Rusia · 276,24 pts. | Vera Ilina · Rusia · 275,40 pts. |
| Trampolín 3 m   | Brita Baldus · Alemania · 541,68     | Vera Ilina · Rusia · 494,25        | Simona Koch · Alemania · 493.05  |
| Plataforma 10 m | Svetlana Jojlova · Rusia · 434,25    | Ute Wetzig · Alemania · 425,61     | Olena Zhupina · Ucrania · 411,81 |

### Medallero
| Núm. | País        | Oro | Plata | Bronce | Total |
| ---- | ----------- | --- | ----- | ------ | ----- |
| 1    | Alemania    | 4   | 1     | 3      | 8     |
| 2    | Rusia       | 2   | 3     | 1      | 6     |
| 3    | Suecia      | 0   | 1     | 1      | 2     |
| 4    | Reino Unido | 0   | 1     | 0      | 1     |
| 5    | Ucrania     | 0   | 0     | 1      | 1     |
|      | TOTAL       | 6   | 6     | 6      | 18    |

## Resultados de natación sincronizada
| Evento | Oro | Plata | Bronce |
| ------ | --- | --- | --- |
| Solo   | Olga Sedakova · Rusia · 183,781 pts. | Marianne Aeschbacher Francia 178,510 pts. | Kerry Shacklock Reino Unido 178,147 pts. |
| Dúo    | Olga Sedakova · Anna Kozlova · Rusia · 183,936 | Marianne Aeschbacher Céline Lévêque Francia 177,268                                                                                                 | Kerry Shacklock Laila Vakil Reino Unido 176,298 |
| Equipo | Yelena Azarova · Olga Brusnikina · Natalia Gruzdeva · Anna Kozlova · Gana Maksimova · Yelena Nikashina · Olga Novokshchenova · Olga Sedakova · Rusia · 178,504 | Marianne Aeschbacher Céline Lévêque Myriam Lignot Isabelle Manable Delphine Marechal Charlotte Massardier Magali Rathier Éva Riffet Francia 175,397 | Giada Ballan · Giovanna Burlando · Giorgia Canale · Manuela Carnini · Maurizia Cecconi · Paola Celli · Roberta Farinelli · Simona Ricotta · Italia · 173,304 |

### Medallero
| Núm. | País        | Oro | Plata | Bronce | Total |
| ---- | ----------- | --- | ----- | ------ | ----- |
| 1    | Rusia       | 3   | 0     | 0      | 3     |
| 2    | Francia     | 0   | 3     | 0      | 3     |
| 3    | Reino Unido | 0   | 0     | 2      | 2     |
| 4    | Italia      | 0   | 0     | 1      | 1     |
|      | TOTAL       | 3   | 3     | 3      | 9     |

## Resultados de waterpolo
| Evento    | Oro          | Plata   | Bronce  |
| --------- | ------------ | ------- | ------- |
| Masculino | Italia       | Hungría | España  |
| Femenino  | Países Bajos | Rusia   | Hungría |

## Medallero total
| Núm. | País            | Oro | Plata | Bronce | Total |
| ---- | --------------- | --- | ----- | ------ | ----- |
| 1    | Alemania        | 15  | 6     | 8      | 29    |
| 2    | Rusia           | 12  | 12    | 5      | 29    |
| 3    | Hungría         | 6   | 4     | 1      | 11    |
| 4    | Finlandia       | 3   | 1     | 0      | 4     |
| 5    | Francia         | 1   | 5     | 2      | 8     |
| 6    | Reino Unido     | 1   | 3     | 8      | 12    |
| 7    | España          | 1   | 1     | 3      | 5     |
| 8    | Italia          | 1   | 1     | 2      | 4     |
| 9    | Países Bajos    | 1   | 0     | 2      | 3     |
| 10   | Bélgica         | 1   | 0     | 0      | 1     |
| 10   | Polonia         | 1   | 0     | 0      | 1     |
| 12   | Suecia          | 0   | 6     | 3      | 9     |
| 13   | Ucrania         | 0   | 1     | 2      | 3     |
| 14   | Noruega         | 0   | 1     | 1      | 2     |
| 15   | Eslovaquia      | 0   | 1     | 0      | 1     |
| 15   | Rumania         | 0   | 1     | 0      | 1     |
| 17   | República Checa | 0   | 0     | 2      | 2     |
| 18   | Bielorrusia     | 0   | 0     | 1      | 1     |
| 18   | Croacia         | 0   | 0     | 1      | 1     |
| 18   | Eslovenia       | 0   | 0     | 1      | 1     |
| 18   | Lituania        | 0   | 0     | 1      | 1     |
|      | TOTAL           | 43  | 43    | 43     | 129   |